# GAZelle Next
GAZelle Next este un camion ușor produs de GAZ din 2014 până în prezent (2021). Este succesorul vanului GAZelle și este destul de popular în Europa de Est, în special în Rusia. În prezent, au fost produse și vândute aproximativ 100.000 de unități ale vehiculului. Este oferit în multe stiluri de caroserie. În anii 2010, GAZ a decis să modernizeze liniile GAZon și GAZelle, deoarece au încetat să mai producă autoturisme în acel moment.

## Istoric
În 2003, GAZ intenționa să înlocuiască GAZ Gazelle și GAZ Sobol cu o variantă mai modernă, cu toate acestea, odată cu lansarea GAZ Valdai, au decis să își reducă puțin planurile. În 2014, au decis să elibereze succesori atât pentru vehiculele GAZon, cât și pentru vehiculele GAZelle, GAZon a fost succedat de GAZon Next și GAZelle de vanul GAZelle Next. Cu toate acestea, GAZ Sobol nu a primit ca succesor și în 2015 GAZ Valdai a fost întrerupt, deoarece nu era foarte popular.
În 2015, aproximativ 1.000 de unități ale noului vehicul au fost produse și vândute împreună cu vehiculele GAZon, GAZon Next, GAZelle și GAZ Sobol. În 2019, au fost produse și vândute aproximativ 39.000 de unități ale vehiculului, iar popularitatea sa a început să crească. Vehiculul este, de asemenea, exportat în Bulgaria, România, Grecia, Italia și Africa. Vehiculul a primit un motor nou. Vehiculul este în prezent cel mai popular vehicul GAZ datorită versatilității sale, fiabilității și manevrabilității auto.